# Friedrich Torberg
Friedrich Torberg (* 16 de septiembre de 1908 en Viena; † 10 de noviembre de 1979 en la misma ciudad) es el seudónimo literario de Friedrich Ephraim Kantor, escritor, periodista y editor austro-checo. 

## Biografía

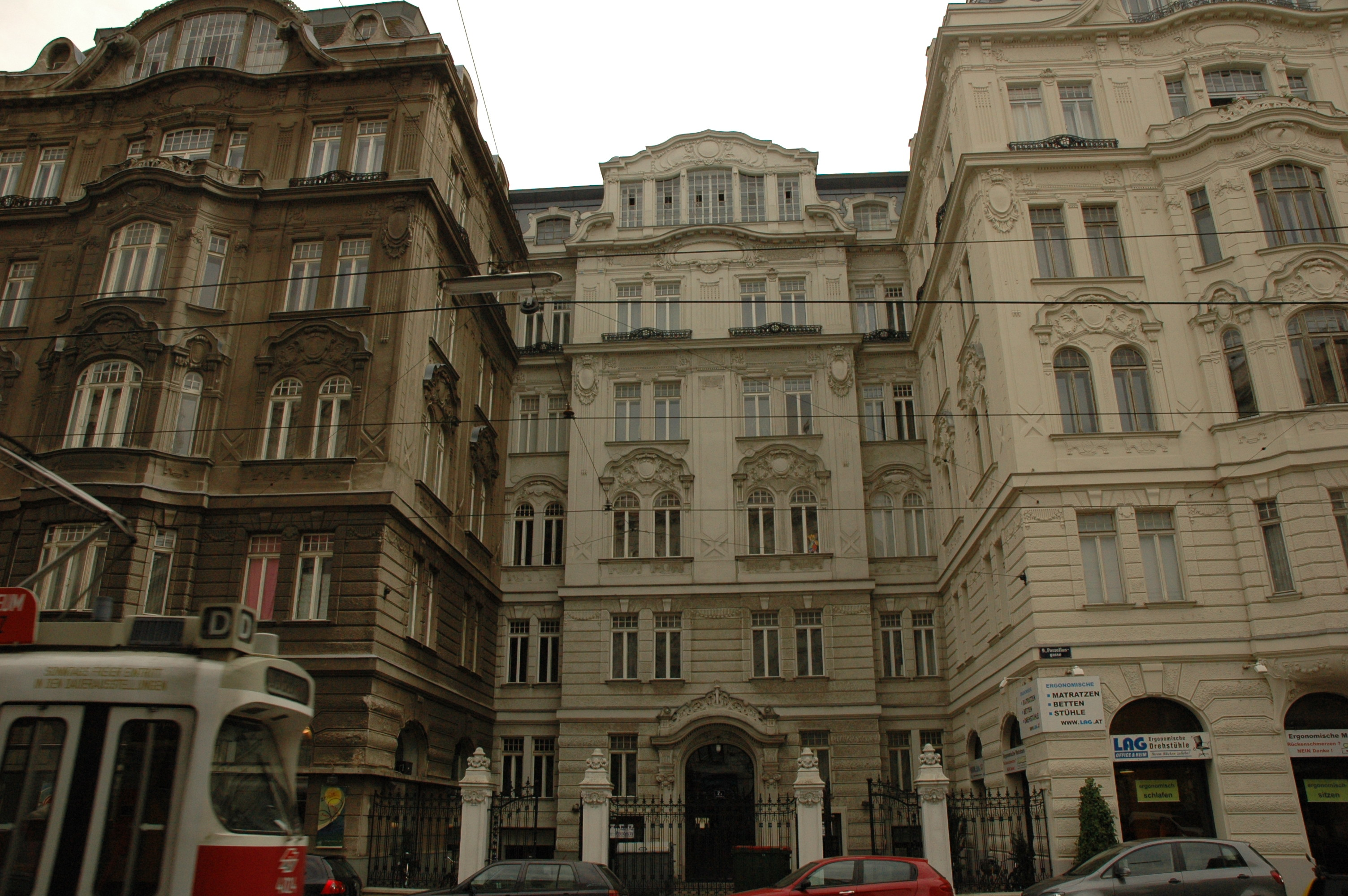
Casa natal de Friedrich Torberg en la Porzellangasse.

Torberg nació en una familia judía originaria de Praga (en la época austrohúngara esa ciudad contaba con un 10% de población germanófona, a la que pertenecía la población judía).
Trabajó como crítico y periodista en Viena y Praga hasta 1938, año en que el antisemitismo le hizo escapar primero a Francia y, más tarde, a Estados Unidos, a donde fue invitado por el New York PEN-Club como uno de los "Diez grandes escritores antinazis de lengua alemana" (junto con Heinrich Mann, Franz Werfel, Alfred Döblin, Leonhard Frank, Alfred Polgar y otros). Una vez allí trabajó primero como guionista en Hollywood y luego como periodista en la revista Time, en New York. En 1951 volvió a Viena, donde pasaría el resto de su vida.
Torberg es conocido sobre todo por sus obras satíricas y de no ficción, así como por sus traducciones al alemán de las historias de Ephraim Kishon, que siguen siendo la versión canónica hasta hoy.

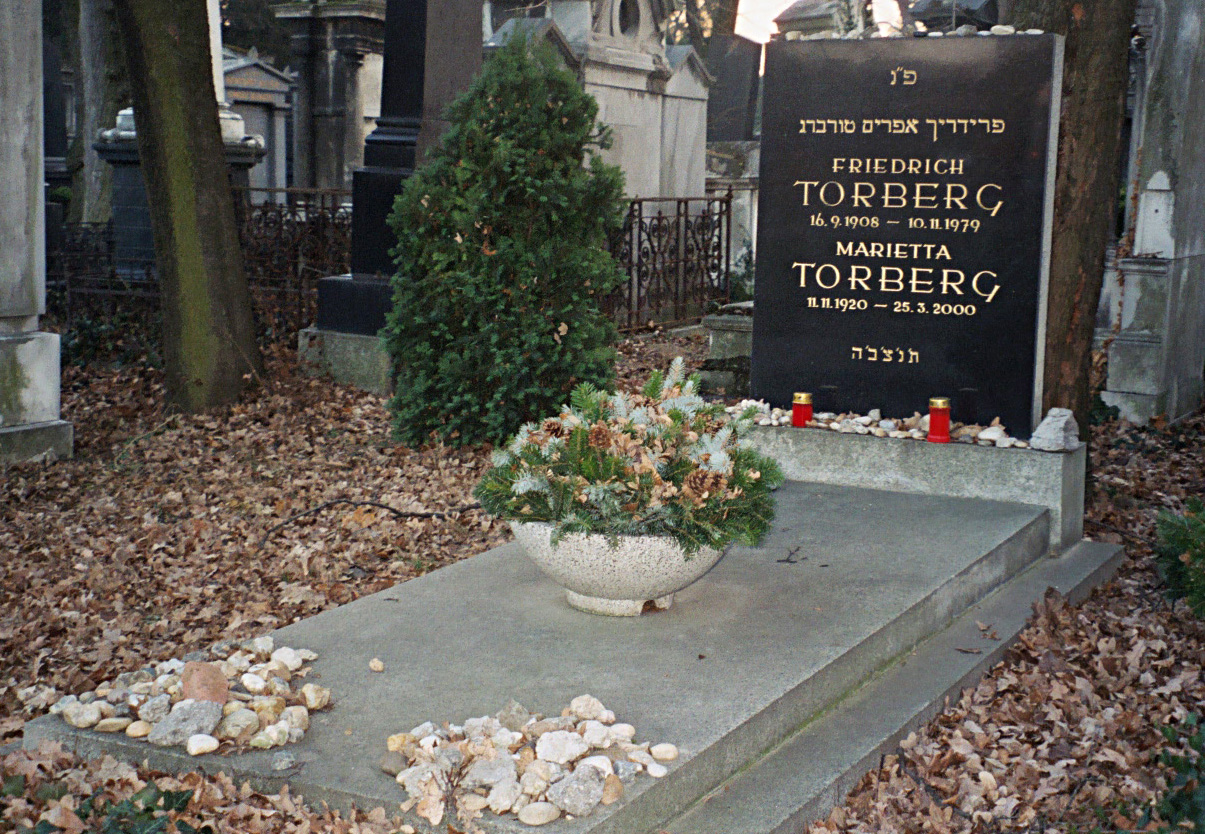
Tumba de Torberg en el cementerio central (Zentralfriedhof) de Viena.

## Obras escogidas
- Der Schüler Gerber hat absolviert (1930) (novela semi-autobiográfica sobre un estudiante de bachiller oprimido por un profesor despótico); en ediciones posteriores el título se acorta a Der Schüler Gerber, que es como se conoce la novela hoy en día.
- … und glauben, es wäre die Liebe (1932)
- Süsskind von Trimberg. Roman. Fischer, Frankfurt am Main 1972, ISBN 3-10-079002-2 (biografía ficticia)
- Die Tante Jolesch oder der Untergang des Abendlandes in Anekdoten (1975) (serie de anécdotas divertidas pero agridulces sobre la vida y las personalidades judías de Viena y Praga antes del nazismo y en la emigración); traducida al inglés por Maria Poglitsch Bauer y Sonat Hart, Ariadne Press, 2008, ISBN 978-1-57241-149-4; no se conoce traducción al español).
- Die Erben der Tante Jolesch (1978) (continuación de la anterior)

## Enlaces web
- Wikiquote alberga frases célebres de o sobre Friedrich Torberg.
- Bibliografía relacionada con Friedrich Torberg en el catálogo de la Biblioteca Nacional de Alemania.
- Friedrich Torberg en la impresión digitalde la  Zentrale Verzeichnis (zvdd) Archivado el 25 de julio de 2014 en Wayback Machine.
- Friedrich Torberg sobre su pasión por el deporte
- http://www.forward.com/articles/13829/ (Coffee talk: Reading Friedrich Torberg's Masterpiece)
- Mía es la venganza. Reseña crítica de su obra.

- Datos: Q112880
- Multimedia: Friedrich Torberg / Q112880